# Vårflenört
Vårflenört (Scrophularia vernalis) är en växtart i familjen flenörtsväxter.